# Neununddreißig
Neununddreißig (39) ist die natürliche Zahl zwischen Achtunddreißig und Vierzig. Sie ist ungerade.

## Mathematik
39 ist:

Ein F26A-Graph mit 39 äquivalenten Kanten

- die Summe der ersten drei Dreierpotenzen: 39 = 31 + 32 + 33
- 39 = 3 + 5 + 7 + 11 + 13: die Summe aufeinanderfolgender Primzahlen und auch das Produkt der ersten und letzten davon. Damit ist 39 eine von nur vier Zahlen kleiner als eine Milliarde, die der Summe aller Primzahlen vom kleinsten bis zum größten ihrer Primteiler entspricht.[1]
- die drittkleinste Zahl, die der Summe aus Quersumme und Produkt der Ziffern entspricht: 39 = (3 + 9) + (3 × 9)
- die Summe der Quadrate der vier kleinsten nicht zusammengesetzten Zahlen: 39 = 12 + 22 + 32 + 52
- nach 2 die zweitkleinste Zahl, für die die Mertensfunktion 0 ergibt[2]
- die kleinste natürliche Zahl, für die es drei Zerlegungen in drei Summanden gibt, deren Produkte gleich sind: {25, 8, 6}, {24, 10, 5}, {20, 15, 4}[3]
- die Summe ihrer Totienten und daher die fünfte perfekt totiente Zahl
- die kleinste Zahl, bei der man eine Primzahl erhält, wenn man alle Nichtprimzahlen bis zu dieser Zahl in aufsteigender Folge aneinanderreiht (im vorliegenden Fall ist das 146891012…3839)
- die kleinste natürliche Zahl, die nicht über die vier Grundoperationen und Potenzierung aus den ersten vier Primzahlen konstruiert werden kann
- die größte Zahl, die in Römischen Zahlen genauso viele Ziffern hat wie ihr Quadrat
- die kleinste Zahl mit Beharrlichkeit 3[4]
- die kleinste Zahl, deren Quersumme größer ist als die Quersumme ihres Quadrats[5]
- eine Semiprimzahl, eine Perrinzahl, eine Størmerzahl, eine quadratfreie Zahl und eine kongruente Zahl.

In seinem Buch The Penguin Dictionary of Curious and Interesting Numbers bezeichnet David Wells 39 als die kleinste eigenschaftslose bzw. uninteressante Zahl und kreiert damit ein Interessante-Zahlen-Paradoxon (in der zweiten Ausgabe bekommt die 51 diesen Titel).

## Bedeutungen

### Unterhaltung
- Die neununddreißig Stufen (The Thirty-Nine Steps) ist ein Roman von John Buchan, 1935 als Die 39 Stufen von Alfred Hitchcock verfilmt wurde. Weitere Verfilmungen des Buches stammen aus 1959 (von Ralph Thomas) und 1978 (von Don Sharp). Bei den „39 Stufen“ handelt es sich um den geheimen Namen einer Spionageorganisation.
- Fall 39 ist ein Horrorthriller von 2009.
- Neununddreißigneunzig (39,90) lautet der deutsche Titel des Romans 99 francs von Frédéric Beigbeder. Der Titel des Buchs über die Werbebranche bezieht sich nach dem Vorbild des Originaltitels auf den Verkaufspreis der deutschen Ausgabe in DM.
- Die 39 Zeichen ist eine Serie von Abenteuerbüchern, die von 39 weltweit versteckten Hinweisen handelt.
- ’39 ist ein Song auf dem Album A Night at the Opera der Rockband Queen. Es handelt sich um den 39. Albumtitel der Gruppe.
- Weitere Lieder namens 39 gibt es auf dem Album Bloodflowers der Gruppe The Cure sowie auf dem Album Rize of the Fenix von Tenacious D.
- 39 heißt ein Album von Kinki Kids.
- Die Fernsehserie Survivor ging stets über 39 Tage.
- Entertainer Jack Benny gab in der Old Time Radio Show als Running Gag 40 Jahre lang an, 39 Jahre alt zu sein.
- 39 ist eine Bezeichnung der Figur Miku Hatsune.

### Religion
- Das Alte Testament der evangelischen Kirche besteht aus 39 Büchern.
- In den Neununddreißig Artikeln wurden 1563 die Glaubensgrundsätze der Anglikanischen Kirche festgelegt, als Abgrenzung der Kirche von England u. a. zur katholischen Kirche.
- Die 39 Melachot sind Tätigkeiten, die am Sabbat nach jüdischem Recht verboten sind.

## Geschichte
- Im Römischen Reich wurden Sklaven üblicherweise 39 mal geschlagen.
- Wurde jemand vom Sanhedrin, dem Hohen Rat im Judentum, zu 40 Peitschenhieben verurteilt, wurden davon 39 ausgeführt (siehe z. B. Paulus in 2. Korinther 11:24). Daher rührt die Vermutung, dass auch Jesus vor der Kreuzigung 39 mal geschlagen wurde (vgl. Johannes 19:1).[7]
- Die Verfassung der Vereinigten Staaten hatte 39 Unterzeichner.
- Im Zweiten Golfkrieg feuerte der Irak 39 Scud-Raketen auf Israel.

### Anderes
- 39 ist die Ordnungszahl von Yttrium.
- Nach 35 ist 39 die zweitkleinste Neutronenzahl, mit der es kein stabiles Nuklid gibt.[8]
- +39 ist die Internationale Telefonvorwahl Italiens.
- Das Nibelungenlied ist in 39 Âventiuren aufgeteilt.
- Das Neununddreißigste Strafrechtsänderungsgesetz verbietet das Sprühen von Graffiti in Deutschland.
- Der Pier 39 ist eine Touristenattraktion in San Francisco.
- In Afghanistan gilt die 39 als Zeichen der Scham und verflucht aufgrund einer angeblichen Verbindung zur Zuhälterei.[9][10]
- In japanischem Internetslang steht 39 für „Danke“, da 3 san und 9 ju heißt (klingt zusammen wie „thank you“).